# Ferdinando Danesi
Ferdinando Danesi (Montichiari, 27 marzo 1927 – Brescia, 3 luglio 1970) è stato un agente del Corpo della Polizia Locale di Brescia, Medaglia D’Argento al Valor Civile secondo il Decreto Presidente della Repubblica 18 marzo 1971 pubblicato sulla Gazzetta Ufficiale della Repubblica Italiana del 15 settembre 1971 n.º 232.

## Biografia
Alle ore 17:00 del 26 maggio 1969 l’agente Danesi veniva avvicinato in via Porcellaga, nel centro storico di Brescia, da un cittadino che gli indicava la presenza di un soggetto riconosciuto come ricercato dalla Polizia. L'agente, sprovvisto di collegamento radio chiedeva al cittadino di allertare i Carabinieri mentre nel contesto lo seguiva fino alla Chiesa di San Francesco laddove lo fermava per chiedere le generalità. L'individuo era sprovvisto di documenti, asserendo di averli dimenticati a casa e pertanto seguiva a piedi l'agente Danesi nel percorso a ritroso. Giunti in via Porcellaga, alla vista della pattuglia dei Carabinieri, l'individuo tentava la fuga subito bloccato dall'agente Danesi, da un Carabiniere della pattuglia e dal cittadino segnalante. Scaturiva una violenta colluttazione per la quale finivano a terra, non prima che il malvivente facesse ripetutamente fuoco colpendo l’agente Danesi..
Il pregiudicato, poi identificato in Salvatore Di Mezza di anni 23, era ricercato per una strage commessa il precedente 7 maggio a Telese, laddove aveva ucciso tre persone innocenti (marito, moglie e figlio) dandosi poi alla latitanza. L’agente Danesi venne ricoverato e sottoposto ad intervento chirurgico. Nel contempo il 28 maggio 1969 la Giunta del Comune di Brescia conferiva al Danesi un encomio solenne "per il coraggioso comportamento dimostrato e per il fattivo contributo dato alla cattura di un ricercato pluriomicida". 
Nel marzo del 1970 il Comandante del Corpo, Ferdinando Bordiga, propose alla Giunta di avanzare richiesta al Ministero dell'Interno per un'adeguata ricompensa al valor civile.. L'iter della domanda seguì il suo corso ma l’assegnazione della Medaglia d'argento al valor civile giunse solo nel 1971 quando ormai l'agente Ferdinando Danesi era deceduto.
Invero alle ore 07:45 del 3 luglio 1970 l’agente Danesi comandato di servizio di viabilità e scorta ai bambini in partenza per le colonie estive, mentre segnalava manualmente sull’incrocio tra le vie F. Crispi e G. Calini fu colto da malore tanto da accasciarsi a terra. Subito soccorso da un Sottufficiale del Corpo venne portato nel reparto di rianimazione degli Spedali Civili di Brescia laddove decedeva alle ore 08:30.
In suo ricordo, ogni anno, il 18 aprile, durante la partecipata cerimonia che ricorda la costituzione del Corpo della Polizia Locale di Brescia, (avvenuta il 18 aprile 1873) partecipa commossa la Sig.ra Ernesta Orlini, vedova del compianto agente Ferdinando Danesi, nonché madrina del Corpo.

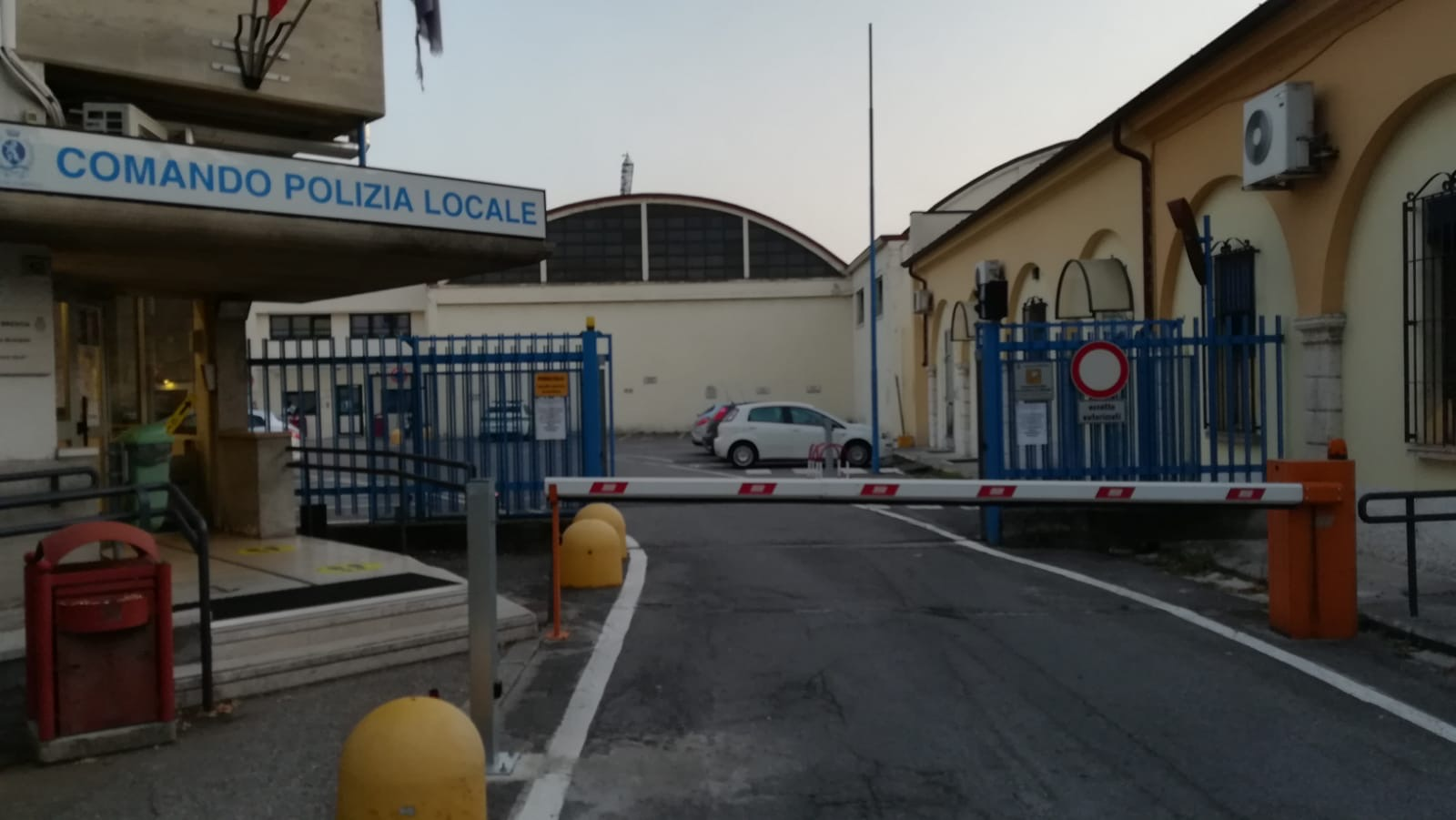
Ingresso Comando Polizia Locale Brescia - Caserma Ferdinando Danesi

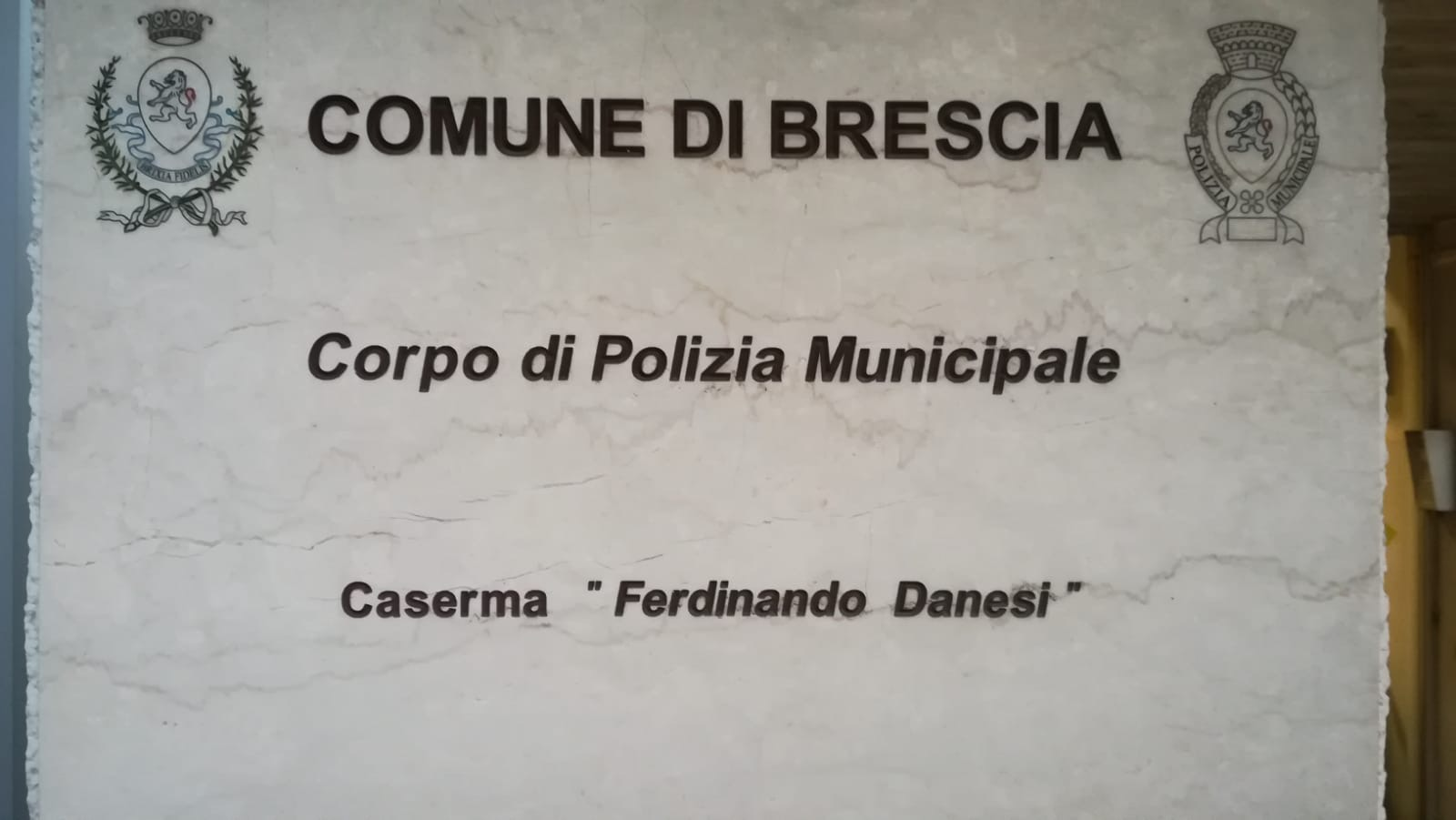
intitolazione caserma Ferdinando Danesi

La motivazione della Medaglia d’argento al valor civile resta a memoria e orgoglio dell’intero Corpo della Polizia Locale di Brescia.